# Evelyn O’Neill
Evelyn O’Neill ist eine US-amerikanische Filmproduzentin und Talent Managerin.

## Leben
O’Neill studierte an der Harvard University und der UCLA.
Sie begann ihre Karriere in den 1980er Jahren als Assistentin bei Suzan Bymel, mit der sie 1994 die Agentur Bymel O’Neill & Associates gründete. 1999 fusionierte das Unternehmen mit More Medavoy zur Talent Entertainment Group.
2002 gründeten O’Neill und Bymel gemeinsam mit Eric Kranzler, David Seltzer, Guymon Casady und Daniel Rappaport das Talent- und Produktionsunternehmen Management 360. 2009 wurde sie vom Hollywood Reporter in die Liste der 100 einflussreichsten Frauen in der Entertainment-Branche auf Platz 90 gewählt.
Eine von O’Neills Klienten bei Management 360 ist Greta Gerwig. 2017 produzierte O’Neill Gerwigs Spielfilm Lady Bird gemeinsam mit Scott Rudin und Eli Bush, was ihr bei der Oscarverleihung 2018 und den Independent Spirit Awards 2018 jeweils eine Nominierung für den Besten Film einbrachte.

## Filmografie (Auswahl)
Producer
- 1998: House Rules (Fernsehserie, 7 Episoden)
- 2000: Talk to Me (Fernsehserie, 6 Episoden)
- 2017: Lady Bird

Executive Producer
- 2006: Faceless (Fernsehfilm)
- 2005: Liebe ist Nervensache (Trust the Man)